# 徐行慶
徐行慶（1465年—？），字思道，江西撫州府金谿縣人，民籍，明朝政治人物。

## 生平
弘治二年（1489年）己酉科江西鄉試第三十四名舉人。弘治九年（1496年）中式丙辰科會試第一百四十九名，三甲第三十九名進士。授黄梅縣知縣，正德元年（1506年）八月授四川道试御史。

## 家族
曾祖徐孟常；祖父徐貴讓，贈刑部主事；父徐霖，知府。母陳氏（封安人）。具庆下。